# Telosb
Telos-B（テロス・ビー）は Tmote（ティーモート）とも呼ばれ、アメリカの大学コミュニティがオープンソースとして開発したセンサネットワーク用の無線端末である。通信方式はIEEE 802.15.4に準拠しており、研究用センサネットワーク端末として欧米ではMICAzに継いでよく利用されている。
MOTE-IV社とCrossbow社が製造するが、MOTE-IV社はSentilla社による買収以来ハードウェア供給を中断した。

## ハードウェア
プロセッサ、無線チップ、フラッシュ、USBクライアントコネクタ、アンテナ、入出力用スルホールI/O、ボタンスイッチ2個、単三乾電池2本ホルダが一体となっている。センサは使用者が任意の種類を接続するが、プリインストール型では温度、湿度、光センサがある。
日本で使用するには、2.4GHz帯高度化小電力データ通信システムの無線局として、技術基準適合証明を取得しなければならない。
- プロセッサ MSP430(16bit RISC) - Prog Flash 48KB - 計測Flash 1024KB - RAM10KB - Config EEPROM 16KB
- 無線チップ CC2420 2.4 GHz IEEE 802.15.4 チップ公称出力3dBm
- UART, 12 bit ADC 8ch 0 to 3VDC, 12 bit DAC, I2C, SPI
- 本体寸法 65 x 31 x 6mm、質量 23g
- 省電力機能はソフトによる

## ネットワーク
オープンソースのen:TinyOSの使用にてアドホック・マルチホップ省電力通信が構築できるとされる。無線チップであるCC2420のIEEE 802.15.4 MAC層が利用され、上位層にセンサネットワークに必要な機能を組み込むことで、上記以外でもZigBeeや類似のネットワークを形成可能な事が大学の研究で実証されている。

## ソフトウェア
TinyOS、Contikiなどで使用実績があるとされる。Xmeshでは使用実績がない。サポートはオープンソースコミュニティによる。